# Regeringen Kuupik Kleist
Regeringen Kuupik Kleist var Grønlands regering fra den 12. juni 2009 til 26. marts 2013 efter sejrenherren ved landstingsvalget 2009, Inuit Ataqatigiit (IA), indgik i en samarbejdsaftale med med Demokraatit (Demokratene) og Kattusseqatigiit (Kandidatforbundet). Kuupik Kleist (IA) blev regeringsleder.
|                                        | Minister            | Parti             | Fra           | Til            |
| -------------------------------------- | ------------------- | ----------------- | ------------- | -------------- |
| Regeringsleder                         | Kuupik Kleist       | Inuit Ataqatigiit | 12. juni 2009 | 26. marts 2013 |
| Portefølje                             | Minister            | Parti             | Fra           | Til            |
| Boliger, infrastruktur og råstoffer    | Jens B. Frederiksen | Demokraatit       | 12. juni 2009 | 26. marts 2013 |
| Finans og nordiske anliggender         | Palle Christiansen  | Demokraatit       | 12. juni 2009 | 26. marts 2013 |
| Fiskeri, fangst og landbrug            | Ane Hansen          | Inuit Ataqatigiit | 12. juni 2009 | 26. marts 2013 |
| Erhverv og arbejdsmarked               | Ove Karl Berthelsen | Inuit Ataqatigiit | 12. juni 2009 | 26. marts 2013 |
| Familie                                | Maliina Abelsen     | Inuit Ataqatigiit | 12. juni 2009 | 26. marts 2013 |
| Sundhed                                | Agathe Fontain      | Inuit Ataqatigiit | 12. juni 2009 | 26. marts 2013 |
| Kultur, uddannelse, forskning og kirke | Mimi Karlsen        | Inuit Ataqatigiit | 12. juni 2009 | 26. marts 2013 |
| Indenrigsanliggender                   | Anthon Frederiksen  | Kattusseqatigiit  | 12. juni 2009 | 26. marts 2013 |